# 2013년 세계 태권도 선수권 대회
2013년 세계 태권도 선수권 대회는 21번째로 개최되는 세계 태권도 선수권 대회이다. 멕시코 푸에블라에 위치한 푸에블라 전시장  (Centro Expositor y de Convenciones de Puebla) 에서 2013년 7월 15일부터 5월 21일까지 경기를 진행했다.

## 메달 리스트

### 남자
| 체급             | 금                   | 은                  | 동                                           |
| 핀급 (−54kg)     | 김태훈(KOR)          | Hsu Chia-lin(TPE)   | Jerranat Nakaviroj(THA) Hussein Sherif(EGY)  |
| 플라이급 (−58kg) | 차태문(KOR)          | Hadi Mostean(IRI)   | Jerranat Nakaviroj(MEX) Guilherme Dias(BRA)  |
| 밴텀급 (−63kg)   | 이대훈(KOR)          | Abel Mendoza(MEX)   | Wei Chen-yang(TPE) Stevens Barclais(FRA)     |
| 페더급 (−68kg)   | Behnam Asbaghi(IRI)  | 김훈(KOR)           | Balla Dièye(SEN) José Antonio Rosillo(ESP)   |
| 라이트급 (−74kg) | Uriel Adriano(MEX)   | Albert Gaun(RUS)    | 김유진(KOR) Saifeddine Trabelsi(TUN)         |
| 웰터급 (−80kg)   | Tahir Güleç(GER)     | René Lizárraga(MEX) | Anton Kotkov(RUS) 니콜라스 가르시아(ESP)     |
| 미들급 (−87kg)   | Rafael Castillo(CUB) | Ma Zhaoyong(CHN)    | Yassine Trabelsi(TUN) 라디크 이사예프(AZE)   |
| 헤비급 (+87kg)   | 앙토니 오바메(GAB)   | Sajjad Mardani(IRI) | Ivan Trajkovič(SLO) 로벨리스 데스파이네(CBA) |

## 여자
| 체급             | 금                     | 은                     | 동                                       |
| 핀급 (−46kg)     | 김소희(KOR)            | Anastasia Valueva(RUS) | Ren Dandan(CHN) Fadia Farhani(TUN)       |
| 플라이급 (−49kg) | 차나팁 손캄(THA)       | Dana Haidar(JOR)       | Lucija Zaninović(CRO) Yania Aguirre(CUB) |
| 밴텀급 (−53kg)   | 김유진(KOR)            | Ana Zaninović(CRO)     | Yamisel Núñez(CUB) Floriane Liborio(FRA) |
| 페더급 (−57kg)   | 김소희(KOR)            | Mayu Hamada(JPN)       | Anna-Lena Frömming(GER) 에바 칼보(ESP)   |
| 라이트급 (−62kg) | Carmen Marton(AUS)     | 김휘랑(KOR)            | Rabia Güleç(GER) Nina Kläy(SUI)          |
| 웰터급 (−67kg)   | Haby Niaré(FRA)        | Chuang Chia-chia(TPE)  | Farida Azizova(AZE) Franka Anić(SLO)     |
| 미들급 (−73kg)   | Glenhis Hernández(CUB) | 이인종(KOR)            | Jasmine Vokey(CAN) Casandra Ikonen(SWE)  |
| 헤비급 (+73kg)   | Olga Ivanova(RUS)      | Briseida Acosta(MEX)   | 안카롤린 그라프(FRA) Ana Bajić(SRB)      |

## 메달 집계

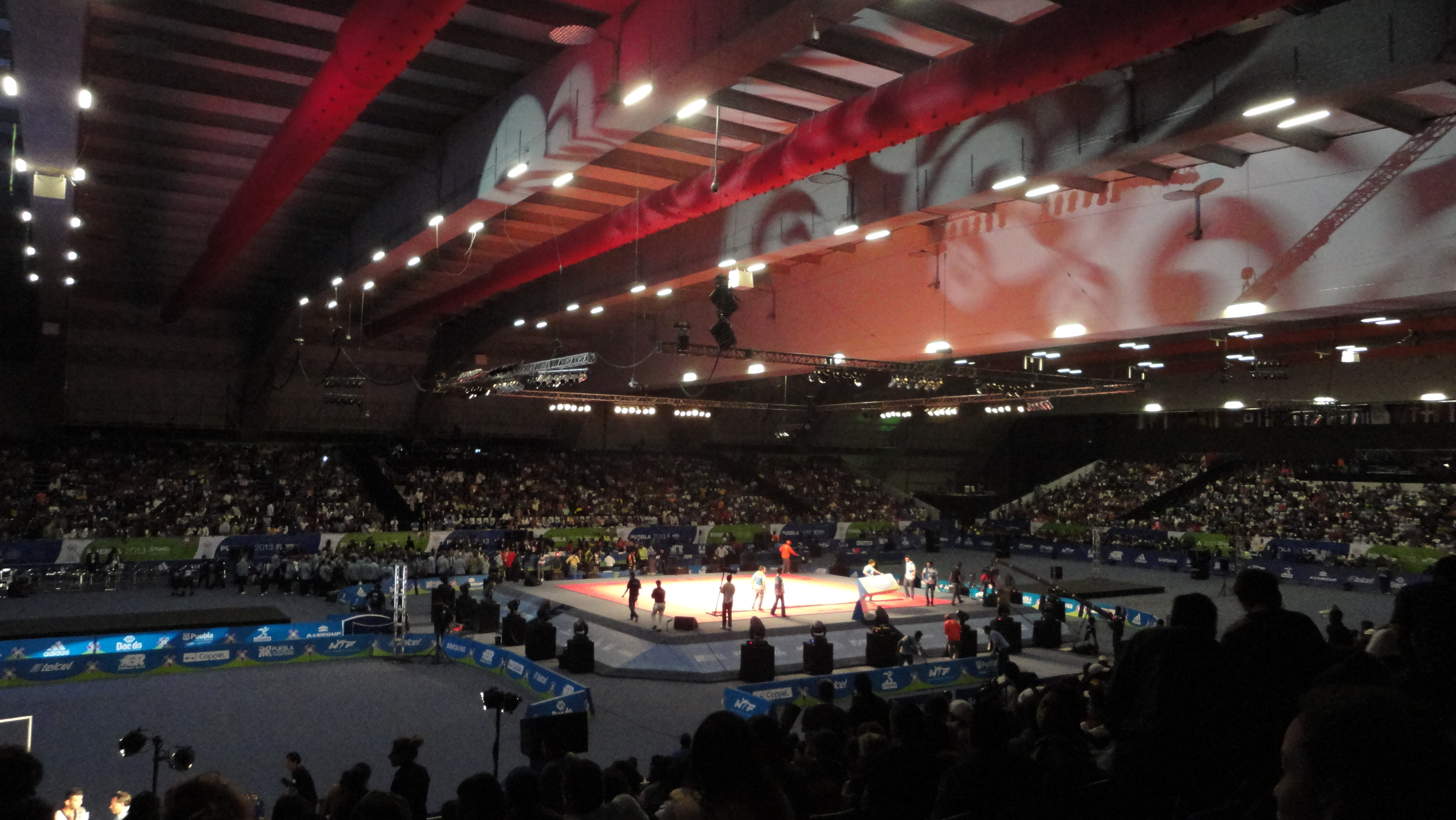
최종 경기에서의 실내 경기장

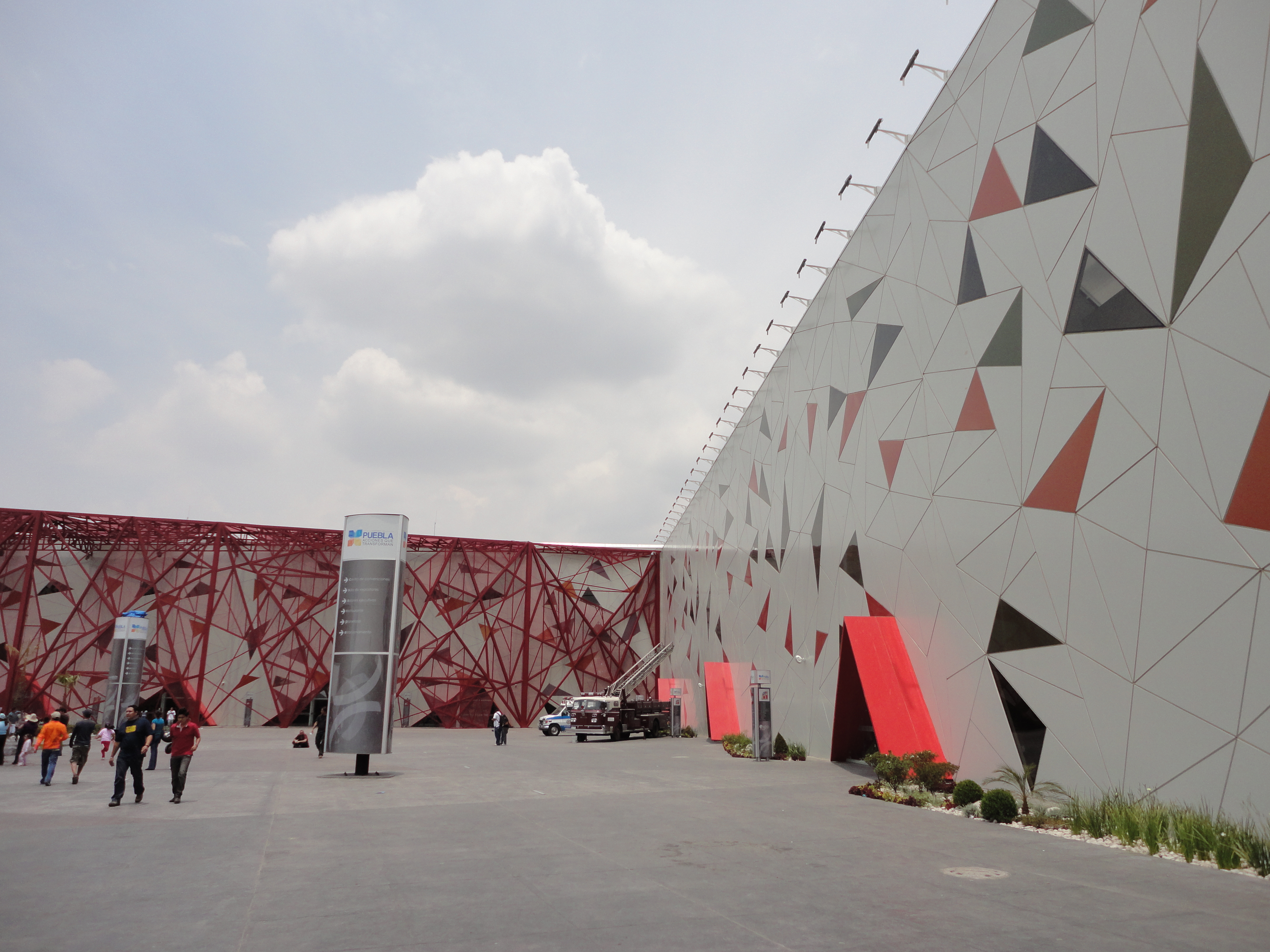
푸에블라 전시장 주요 입구

| 순위  | 국가           | 금메달 | 은메달 | 동메달 | 합계 |
| ----- | -------------- | ------ | ------ | ------ | ---- |
| 1     | 대한민국       | 6      | 3      | 1      | 10   |
| 2     | 쿠바           | 2      | 0      | 3      | 5    |
| 3     | 멕시코         | 1      | 3      | 1      | 5    |
| 4     | 러시아         | 1      | 2      | 1      | 4    |
| 5     | 이란           | 1      | 2      | 0      | 3    |
| 6     | 프랑스         | 1      | 0      | 3      | 4    |
| 7     | 독일           | 1      | 0      | 2      | 3    |
| 8     | 태국           | 1      | 0      | 1      | 2    |
| 9     | 오스트레일리아 | 1      | 0      | 0      | 1    |
| 9     | 가봉           | 1      | 0      | 0      | 1    |
| 11    | 중화 타이베이  | 0      | 2      | 1      | 3    |
| 12    | 중국           | 0      | 1      | 1      | 2    |
| 12    | 크로아티아     | 0      | 1      | 1      | 2    |
| 14    | 일본           | 0      | 1      | 0      | 1    |
| 14    | 요르단         | 0      | 1      | 0      | 1    |
| 16    | 스페인         | 0      | 0      | 3      | 3    |
| 16    | 튀니지         | 0      | 0      | 3      | 3    |
| 18    | 아제르바이잔   | 0      | 0      | 2      | 2    |
| 18    | 슬로베니아     | 0      | 0      | 2      | 2    |
| 20    | 브라질         | 0      | 0      | 1      | 1    |
| 20    | 캐나다         | 0      | 0      | 1      | 1    |
| 20    | 이집트         | 0      | 0      | 1      | 1    |
| 20    | 세네갈         | 0      | 0      | 1      | 1    |
| 20    | 세르비아       | 0      | 0      | 1      | 1    |
| 20    | 스웨덴         | 0      | 0      | 1      | 1    |
| 20    | 스위스         | 0      | 0      | 1      | 1    |
| Total | Total          | 16     | 16     | 32     | 64   |

## 팀 순위
| 순위 | 나라          | 점수 |
| ---- | ------------- | ---- |
| 1    | 대한민국      | 60   |
| 2    | 이란          | 48   |
| 3    | 멕시코        | 47   |
| 4    | 러시아        | 31   |
| 5    | 중국          | 30   |
| 6    | 중화 타이베이 | 26   |
| 7    | 독일          | 24   |
| 8    | 쿠바          | 23   |
| 9    | 스페인        | 22   |
| 10   | 아제르바이잔  | 22   |

| 순위 | 나라           | 점수 |
| ---- | -------------- | ---- |
| 1    | 대한민국       | 61   |
| 2    | 러시아         | 32   |
| 3    | 프랑스         | 29   |
| 4    | 쿠바           | 27   |
| 5    | 오스트레일리아 | 22   |
| 6    | 크로아티아     | 22   |
| 7    | 스페인         | 22   |
| 8    | 중국           | 21   |
| 9    | 멕시코         | 20   |
| 10   | 캐나다         | 20   |

## 출전 국가
130국가에서 812명의 선수가 참가하였다.
| - 알바니아 (2) - 알제리 (4) - 안도라 (1) - 앙골라 (4) - 아르헨티나 (10) - 아르메니아 (5) - 아루바 (2) - 오스트레일리아 (13) - 오스트리아 (3) - 아제르바이잔 (15) - 벨라루스 (8) - 벨기에 (4) - 베냉 (1) - 부탄 (2) - 볼리비아 (2) - 브라질 (16) - 불가리아 (3) - 부르키나파소 (1) - 카메룬 (2) - 캐나다 (16) - 카보베르데 (2) - 중앙아프리카 공화국 (2) - 차드 (5) - 칠레 (9) - 중국 (16) - 중화 타이베이 (16) - 콜롬비아 (16) - 콩고 민주 공화국 (7) - 코스타리카 (10) - 크로아티아 (10) - 쿠바 (8) - 키프로스 (11) - 체코 (1) - 덴마크 (1) - 도미니카 공화국 (10) - 에콰도르 (2) - 이집트 (10) - 엘살바도르 (3) - 핀란드 (2) - 프랑스 (14) - 프랑스령 폴리네시아 (6) - 가봉 (13) - 감비아 (2) - 조지아 (2) | - 독일 (13) - 가나 (5) - 영국 (8) - 그리스 (16) - 과들루프 (2) - 과테말라 (3) - 가이아나 (1) - 온두라스 (8) - 헝가리 (3) - 아이슬란드 (1) - 인도 (12)* - 인도네시아 (5) - 이란 (12) - 이라크 (1) - 아일랜드 (1) - 맨섬 (1) - 이스라엘 (7) - 이탈리아 (13) - 코트디부아르 (15) - 자메이카 (5) - 일본 (5) - 요르단 (9) - 카자흐스탄 (14) - 케냐 (4) - 쿠웨이트 (7) - 키르기스스탄 (3) - 라트비아 (1) - 레바논 (4) - 리투아니아 (1) - 마카오 (8) - 말레이시아 (4) - 말리 (4) - 마르티니크 (2) - 멕시코 (16) - 몰도바 (3) - 몽골 (6) - 몬테네그로 (2) - 모로코 (2) - 네팔 (3) - 네덜란드 (6) - 누벨칼레도니 (1) - 뉴질랜드 (7) - 니제르 (2) - 나이지리아 (6) | - 노르웨이 (4) - 파나마 (4) - 파푸아뉴기니 (2) - 파라과이 (2) - 페루 (5) - 필리핀 (13) - 폴란드 (6) - 포르투갈 (3) - 푸에르토리코 (9) - 카타르 (5) - 러시아 (16) - 르완다 (7) - 사우디아라비아 (4) - 세네갈 (4) - 세르비아 (13) - 싱가포르 (3) - 슬로바키아 (2) - 슬로베니아 (5) - 소말리아 (2) - 남아프리카 공화국 (3) - 대한민국 (16) - 스페인 (16) - 수리남 (2) - 에스와티니 (4) - 스웨덴 (4) - 스위스 (3) - 타지키스탄 (3) - 태국 (9) - 통가 (2) - 트리니다드 토바고 (6) - 튀니지 (7) - 튀르키예 (16) - 우간다 (3) - 우크라이나 (10) - 아랍에미리트 (1) - 미국 (16) - 우루과이 (2) - 우즈베키스탄 (7) - 바누아투 (2) - 베네수엘라 (15) - 베트남 (10) - 미국령 버진아일랜드 (2) |